# Haemodipsus leporis
Haemodipsus leporis är en insektsart som beskrevs av Blagoveshtchensky 1966. Haemodipsus leporis ingår i släktet Haemodipsus och familjen ledlöss. Inga underarter finns listade i Catalogue of Life.